# 5145 Folo

Diagrama orbital

5145 Folo é um corpo celeste classificado como um centauro, o mesmo tem uma órbita excêntrica e possui um periélio mais perto em relação ao Sol que Saturno e um afélio mais distante que Netuno e, uma distância média do Sol de 20 UA. Acredita-se que Folo surgiu como um objeto do Cinturão de Kuiper.

## História
Foi descoberto por David Lincoln Rabinowitz, do programa de detecção de planetas menores (Spacewatch), da Universidade do Arizona, e recebeu o nome de Folo, o irmão do centauro Quíron da mitologia grega, e é o nome que recebeu o primeiro objeto destas características descoberto, 2060 Quíron.

## Características
Folo foi o segundo centauro a ser descoberto e por ser um corpo celeste bastante na cor vermelha, o mesmo tem sido ocasionalmente apelidado de "Big Red". A cor foi especulado que seria devido aos compostos orgânicos na sua superfície. O diâmetro de Folo é estimado em cerca de 185 ± 16 km, sendo só superado em tamanho pelo 10199 Cáriclo.
A composição da superfície de Folo foi estimada a partir de seu espectro de reflectância usando dois componentes espacialmente segregados: escuro de carbono amorfo e uma mistura íntima de água gelada, gelo de metanol, grãos de olivina, e compostos orgânicos complexos (tolinas). O componente negro de carbono foi usado para combinar o baixo albedo do objeto.
Ao contrário do primeiro centauro, o 2060 Quíron, Folo não apresentou sinais de atividade de cometas.